# Paraulopus melanogrammus
Paraulopus melanogrammus är en fiskart som beskrevs av Martin F. Gomon och Sato 2004. Paraulopus melanogrammus ingår i släktet Paraulopus och familjen Paraulopidae. Inga underarter finns listade i Catalogue of Life.